# Sabar

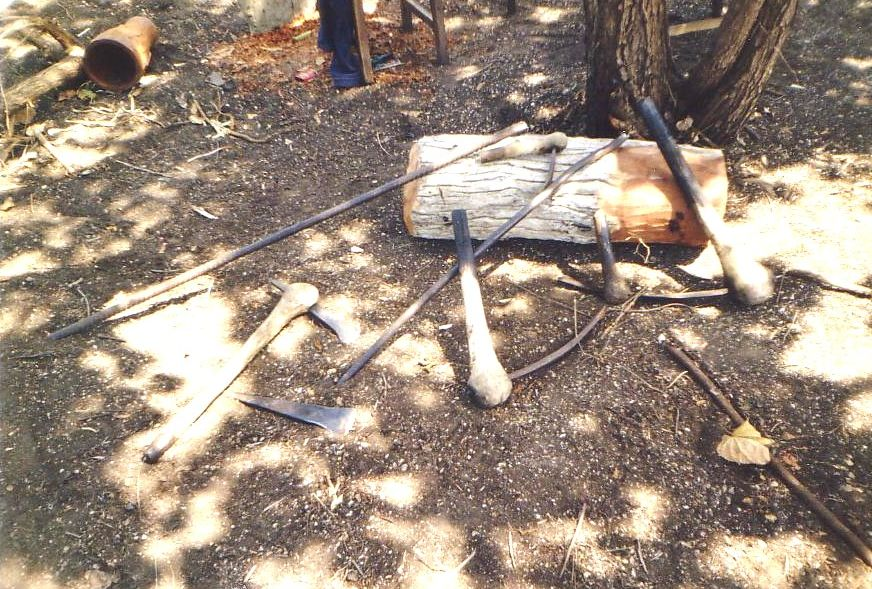
Het gereedschap waarmee sabars worden gemaakt

Een sabar is een traditionele trommel uit het gebied van de Wolof, Lébou en Sérères, gelegen in het tegenwoordige Senegal. De trommel lijkt veel op de djembé, maar hij is langer en smaller. Hij wordt wel de 'koninklijke trommel van Senegal' genoemd.
De familie van de sabars omvat verschillende ranke, houten trommels, die ieder binnen het ensemble hun eigen functie hebben. Het instrument wordt op ingenieuze wijze bespannen met geitenvel, door middel van zeven wiggen en koorden. De sabar wordt bespeeld met een hand en een galan, een dunne, lange stok. Sabars worden met de hand gemaakt van dimbahout. De zeven pegs zijn gemaakt van de neemboom. De stokjes zijn van (het flexibele en taaie) sump- of dàqàrhout.
De kast wordt gemaakt door de leden van de houtbewerkerskaste, de Laube. Griots zorgen echter voor de assemblage. Het geldt als teken van goed geluk om een griot te bezoeken op het moment dat hij bezig is met het maken of repareren van een sabar. De griot geeft dan een stukje van het geitenvel en de gast geeft in ruil een symbolisch geldbedrag. Als iemand tijdens het spel het vel stukslaat, dan snijden de aanwezige drummers er snel een stukje vanaf. Ook dit zou geluk brengen.

## Sabarfamilie

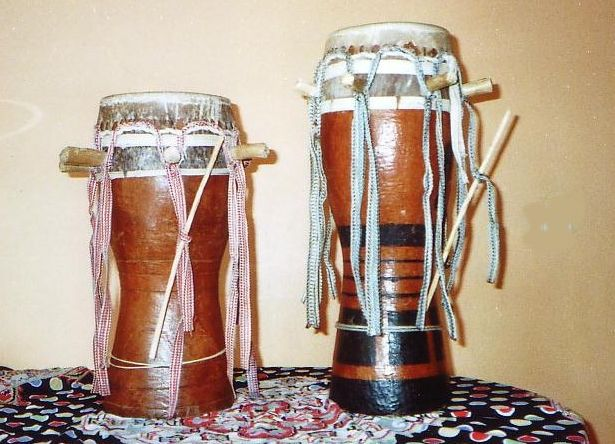
Twee m'bung m'bungs. Links een tungoné en rechts een bal.

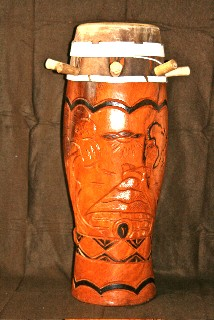
Een Lambe

M'bung m'bungDit is de kleinste van de soort, maar de belangrijkste voor het spelen van de basisritmes. Het is ook de eerste trommel waarop een beginner leert spelen. Er zijn twee soorten:
M’bung m’bung tungonéDeze is korter en wat dikker. De tungoné heeft een volle basklank.
M’bung m’bung balDeze trommel wordt strakker gespannen en heeft een hogere pitch.
N'derDeze is de langste en meest ranke van zijn soort. Deze is als ware de baas van het ensemble. Hij bepaalt wat er gespeeld wordt en heeft een leidende functie. Basslagen en slaps leveren een mooie donkere toon op en het geluid van het stokje heeft een zeer hoge pitch, 'snijdt' overal doorheen en is zeer goed te horen in de partij.
LambeDit is een zware, aan de onderkant gesloten bastrommel. Hij heeft de laagste toon van de familie. De lambe wordt beschouwd als de grootvader van alle sabardrums.
TalmbatDit is de tenor van het ensemble en wordt ook wel gorang talmbat genoemd. Hij is iets ranker dan de lambe en klinkt daardoor wat hoger.
ChollDit is een tussenvorm tussen de lambe en de talmbat. Hij is, afhankelijk van de spanning van het vel, te gebruiken als lambe of als talmbat.
Gorang yeguelDit is de grootste en modernste trommel van het ensemble. Deze lijkt uiterlijk veel op de lambe maar vervult de rol van de n’der. De trommel wordt zeer hoog opgespannen en door zijn omvang is het de ultieme solotrommel.
Het verhaal doet de ronde dat Doudou N'diaye Rose (overleden op 19 augustus 2015) deze trommel heeft ontwikkeld in de jaren vijftig van de twintigste eeuw. Doudou is wellicht de meest bekende Sabarspeler tot nu toe en stamt uit een oud griotgeslacht. Hij speelde vaak erg lang op de n’der die staande wordt bespeeld. Soms wel een uur of zes of zeven. Hij zocht daarom een instrument met dezelfde klankkwaliteiten als de n’der, maar dan met een formaat dat zittend bespeeld kon worden. De andere griots vonden dit geen goed idee, maar hij zette door. Tegenwoordig is het een populaire sabartrommel die in de meeste ensembles wordt bespeeld.

## Gebruik
Sabars worden traditioneel gebruikt bij speciale gelegenheden zoals geboorte, naamgevingfeesten, huwelijken, religieuze feesten en andere festiviteiten. Bij dit soort gelegenheden is de sabar als cultureel onderdeel in Senegal niet weg te denken en is het een integraal onderdeel van de maatschappij. Het meest bekend zijn wel de dansritmes sinds de traditionele context van veel van de oorspronkelijke ritmes zijn verdwenen. Zo zijn er de ceebujën (vis en rijst), de sabar en de m'balax. De m’balaxritmes (letterlijk: 'begeleidende ritmes') zijn in het westen vooral bekend geworden door Youssou N'Dour die met zijn toegankelijke mix van traditionele en popritmes (de zogenaamde mbalax) over de hele wereld bekend werd, niet in de laatste plaats door het duet met Neneh Cherry. Ook de in het westen bekende Baaba Maal maakt graag gebruik van traditionele instrumenten bij zijn crossovers.
Verder onderscheiden we de Ndëpp-ritmes die bij exorcisme en genezings rituelen worden gebruikt en de gajarde. Dit zijn ritmes die voor de overwinnende thuiskomende krijgers werden gespeeld. Zij worden tegenwoordig gespeeld bij de begeleiding van het immens populaire worstelen in Senegal.
Sabarensembles bestaande uit ten minste drie, maar vaak ook uit tien of meer muzikanten spelen zeer complexe maar fascinerende muziekstukken. Niet alleen omdat iedere trommelsoort zijn eigen partij speelt, maar vooral omdat binnen die partijen meerdere ritmes -strak en snel- worden afgewisseld met weer andere breaks. Voeg daar tempowisselingen en dynamiekopvattingen en dwarse solo’s aan toe en het levert een wervelend geheel op.
In Senegal bespelen soms ook vrouwen sabar, wat in Afrika als tamelijk uitzonderlijk geldt. Het ensemble van Doudou N'diaye Rose heeft ook hier een belangrijke rol in gespeeld.
Sabars worden tegenwoordig ook gebruikt in de Senegalese rapscene.  Deze beweging werd ingezet door bands als Positive Black Soul en Daara J en vindt nu op ruime schaal navolging, vooral bij de jongeren.